# Plestiodon dugesii
Plestiodon dugesii är en ödleart som beskrevs av  Alexandre Thominot 1883. Plestiodon dugesii ingår i släktet Plestiodon och familjen skinkar. IUCN kategoriserar arten globalt som sårbar. Inga underarter finns listade i Catalogue of Life.